# Перформатив
Перформати́в (середньолат. Performo — дію) — висловлювання, еквівалентне дії, вчинку; повідомлення, препозитивна складова якого не може бути оцінена в межах категорій істинності/неістинності.
За Остіном, саме перформативи складають операційну базу мови: «Насправді, мова має небагато, якщо взагалі має, експліцитних конвенцій, і в ній взагалі немає різких обмежень у сферах дії її правил, між семантичним і синтаксичним», де під «експліцитними конвенціями» він має на увазі правила вживання.
Терміни «перформатив» і «перфомативне речення» вживаються Дж. Остіном як синоніми. Зазначимо також, що перформативом або перформативним реченням учений називає лише висловлювання в перформативному вживанні (порівняння: обіцяю — обіцяти). Тобто, для того щоб вважатися перформативом, речення повинно бути реалізоване в мовленнєвій ситуації, і дія, що ним називається, повинна бути виконана. Розвиваючи свою теорію, Джон Остін подає мовленнєвий акт (перформатив) як утворення, що складається з трьох рівнів: локуції (локутивний акт), іллокуції (іллокутивний акт), перлокуції (перлокутивний акт). (2)
Джон Остін виділяє в досліджуваному об'єкті такі групи:
1. Вердиктиви (за ознакою винесення вердикту, за ознакою оцінювання, поглядом): засуджувати, оцінювати, розуміти, розраховувати, аналізувати.
2. Екзерситиви (за ознакою влади, права, впливу): призначати, застерігати, наказувати, заповідати, називати.
3. Комісиви (за ознакою обіцянки, різними зобов'язаннями, включаючи декларації): заявляти, обіцяти, підтримувати, присягати.
4. Бехабітиви (за ознакою соціальних конвенцій): вибачатися, вітати, хвалити, співчувати, дякувати.
5. Експозитиви (уособлюють те, яке місце займає наше вживання під час дискусії чи бесіди): відповідати, визнавати, припускати, інформувати.(2)

Джон Серль, аналізуючи класифікацію Дж. Остіна, зазначав, що головним її недоліком є відсутність чітких критеріїв розмежування одного різновиду іллокутивної сили від іншого. З цим можна цілком погодитися, бо і сам Джон Остін у своїй роботі «Слово як дія» зазначав з приводу власної класифікації: «Останні два класи такі, що спричиняють мені найбільше неприємностей, і цілком можливо, що вони не зовсім чітко розмежовані і пересікаються одне з одним або навіть виникне необхідність у новій класифікації» (3)
У лінгвістичній науці відомий факт розподілу перформативів на сильні та слабкі на основі такого критерію, як наявність соціальних наслідків у результаті вимовляння перформатива. Слабкими називають перформативи, які з'ясовують такі наміри мовця, що засвідчують спосіб надання інформації, наприклад: Я визнаю, що невинний. Каюсь у гріхах своїх. Сильними називають перформативи, вимова яких спричиняє соціальні, юридичні чи буденні наслідки, наприклад: Зобов'язуюсь сплатити всі кошти. Гарантуємо своєчасну доставку. Я накладаю вето на цей законопроєкт. Відомий факт розподілу перформативів на безперечні і сумнівні. Для безперечних — перформативне вживання є цілком природним і сприймається як семантично нейтральне. Для сумнівних — перформативне вживання трапляється досить рідко і вимагає особливих ситуативних умов. У ряді досліджень виділяють так звані ментальні і соціальні перформативи. Якщо іллокутивна мета ментальних перформативів — зміна ментального простору, то призначення соціальних — зміна соціального простору. За таким принципом до дієслів, що виконують функції ментальних перформативів, відносять: проаналізуємо, прослідкуємо, звернемося (до), передбачимо та інші. Якщо соціальні перформативи рівнозначні вчинку, то ментальні — кроку в міркуванні. В основі перших полягає соціально значима дія; в основі других — «ментально» значима дія, інтелектуальна операція, новий ментальний стан.(4)